# روبرت كلارك يونغ
روبرت كلارك يونغ (بالإنجليزية: Robert Clark Young)‏ (1960، هوليوود في الولايات المتحدة)؛ كاتب وروائي أمريكي.

## روابط خارجية
- روبرت كلارك يونغ على موقع IMDb (الإنجليزية)